# David Francis Barry
David Francis Barry (6. března 1854 – 6. března 1934) byl fotograf amerického Západu 19. století.

## Mládí
Narodil se v Honeoye Falls v New Yorku jako syn irských přistěhovalců obuvníka Edmunda Barryho a Bridgett rozené Brophy. V roce 1861 se jeho rodina přestěhovala na západ od Otsega, ve Wisconsinu a následující rok do nedalekého Columbusu. Tady David Barry začal pomáhat putovnímu fotografovi Orlandu Scottu Goffovi, který v tomto městě udržoval malou galerii.

## Dílo
V roce 1871 se Orlando Scott Goff přestěhoval do Yanktonu, kde v Dakota Territory otevřel první fotografické studio v této osadě a o dva roky později se přestěhoval do Bismarcku. Brzy nato Goff vzal svého bývalého mladého pomocníka Davida k sobě do péče jako učně, aby mu pomáhal v jeho nové galerii Bismarck. Postupem jejich dlouhého přátelství jej začal Goff vybízet, aby se Barry stal jeho obchodním partnerem. V letech 1878 až 1883 cestoval Barry s využitím přenosného fotografického studia přes pláně do Fort Buford a Fort Yates v Dakotas a Fort Assiniboine v Montaně, přičemž během svých cest fotografoval. Poté, co převzal Goffovy obchodní zájmy, založil své vlastní studio ve Fort Yates a později v Bismarcku. Barry si vytvořil dobré jméno fotografováním lidí kmene Lakotů, jako byli například Sedící býk, Rain-in-the-Face (Déšť ve tváři), náčelník Žluč, John Grass a další. Lidé kmene Lakotů mu říkali “Little Shadow Catcher” („Malý chytač stínů“). V polovině osmdesátých let prodal Goff svou fotografickou firmu partnerovi Davidu Francisovi Barrymu a sám se odstěhoval do Montany.
Barry se vrátil v roce 1890 do města Superior ve Wisconsinu, kde provozoval úspěšnou galerii až do své smrti v roce 1934.

## Osobní život
Barry se oženil v Chicagu 27. března 1884 s Margaret “Patty” Young z Quincy v Illinois, ale manželství zůstalo bezdětné. Patty zemřela 20. srpna 1932. O rok později utrpěl Barry vážné zranění nohy, když vystupoval z pouličního vozu v Duluthu v Minnesotě. Ze zranění se už nikdy úplně nezotavil. Zemřel na své 80. narozeniny ve svém domě ve Wisconsinu 6. března 1934.

## Galerie

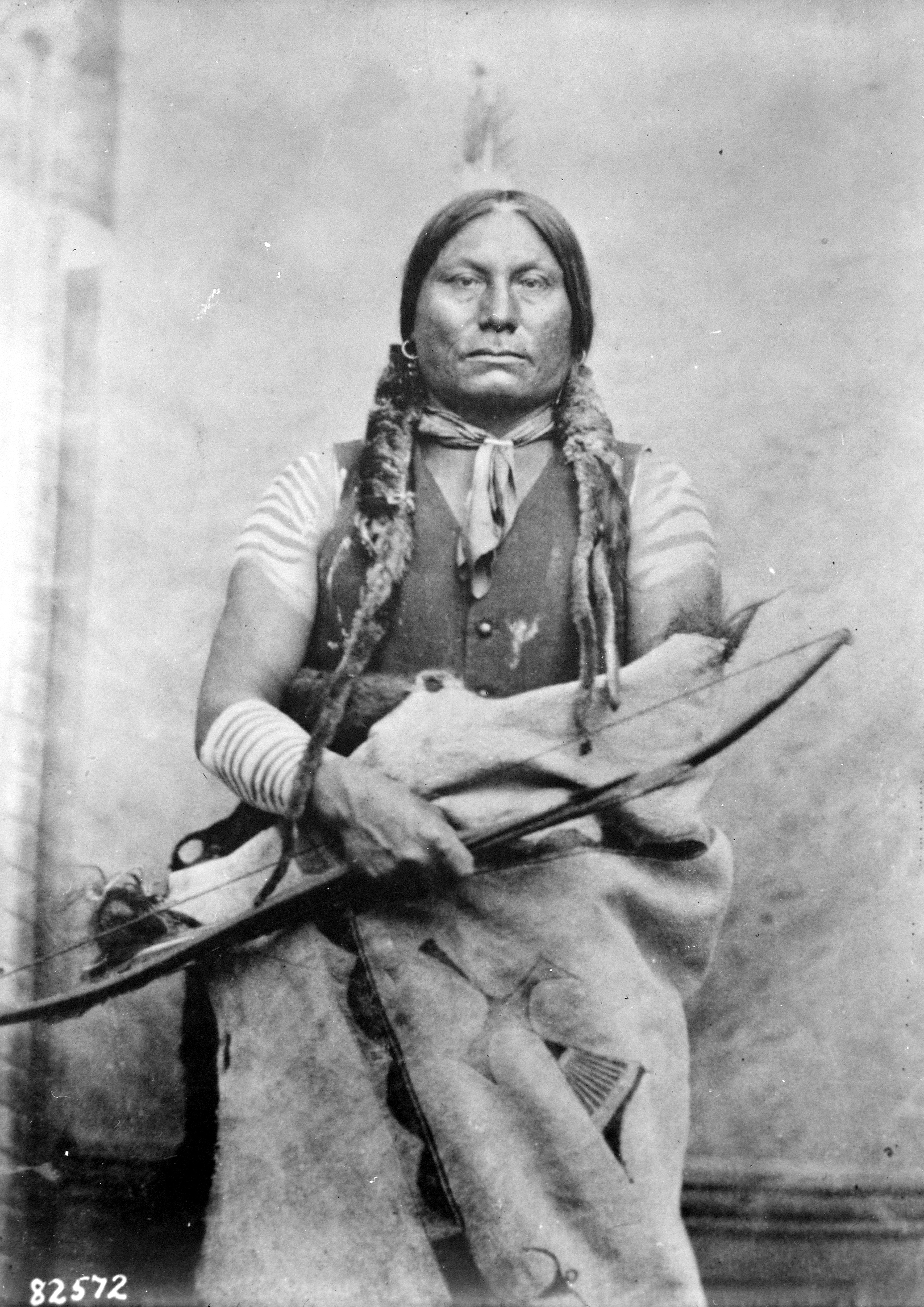
Náčelník Žluč ve Fort Buford v Severní Dakotě, 1881
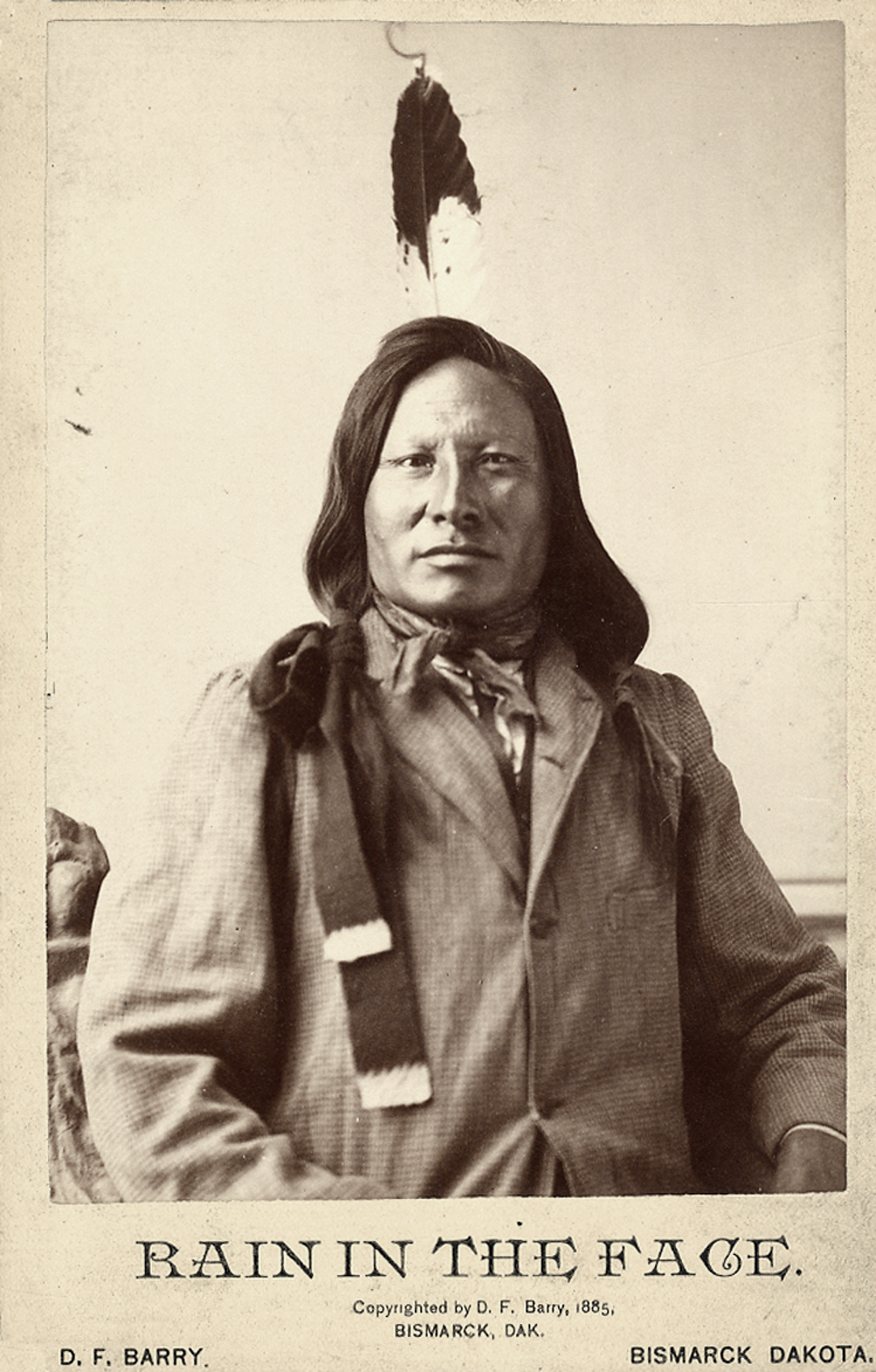
Rain-in-the-Face (Déšť ve tváři), 1885
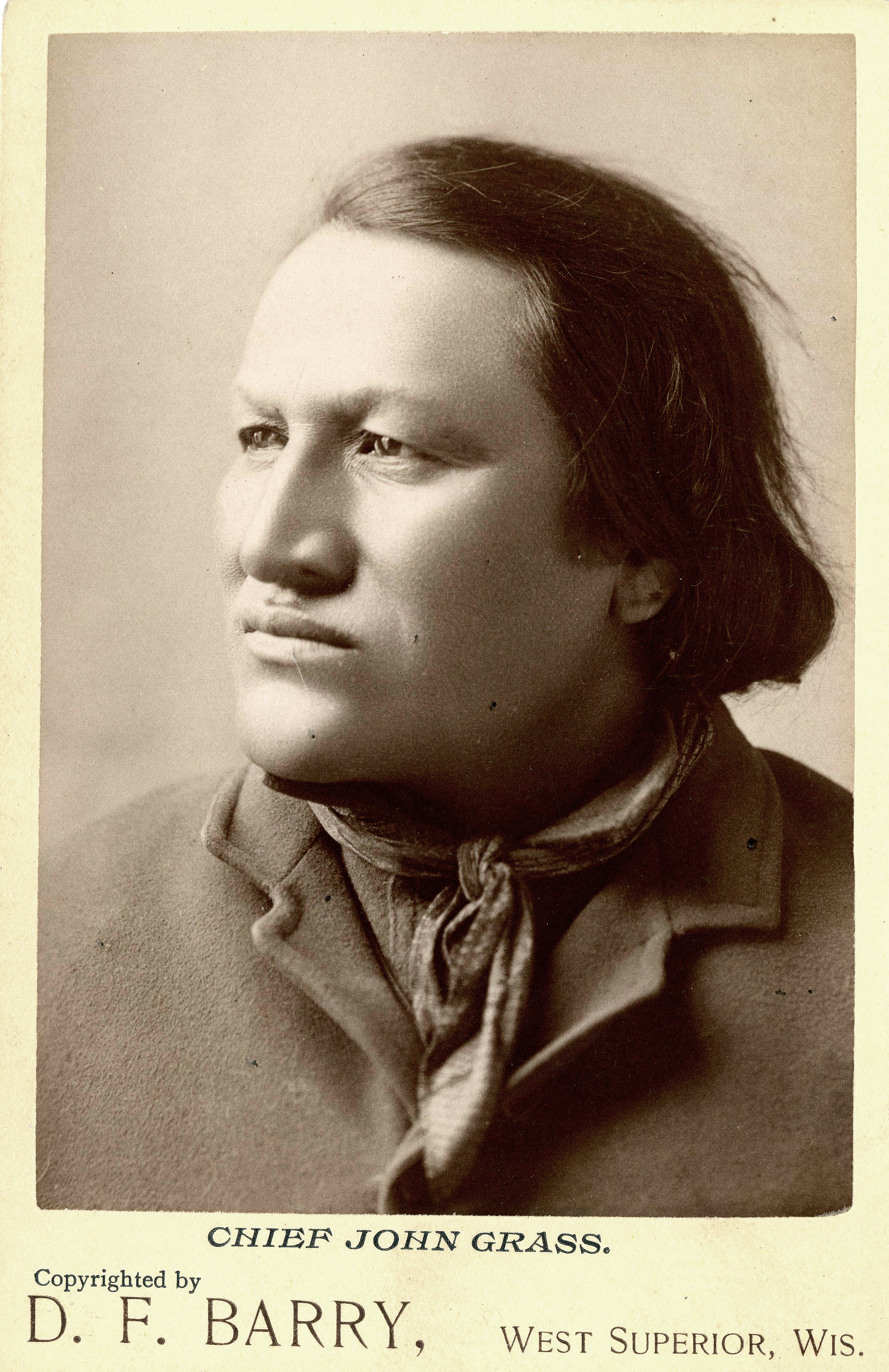
John Grass, 1885
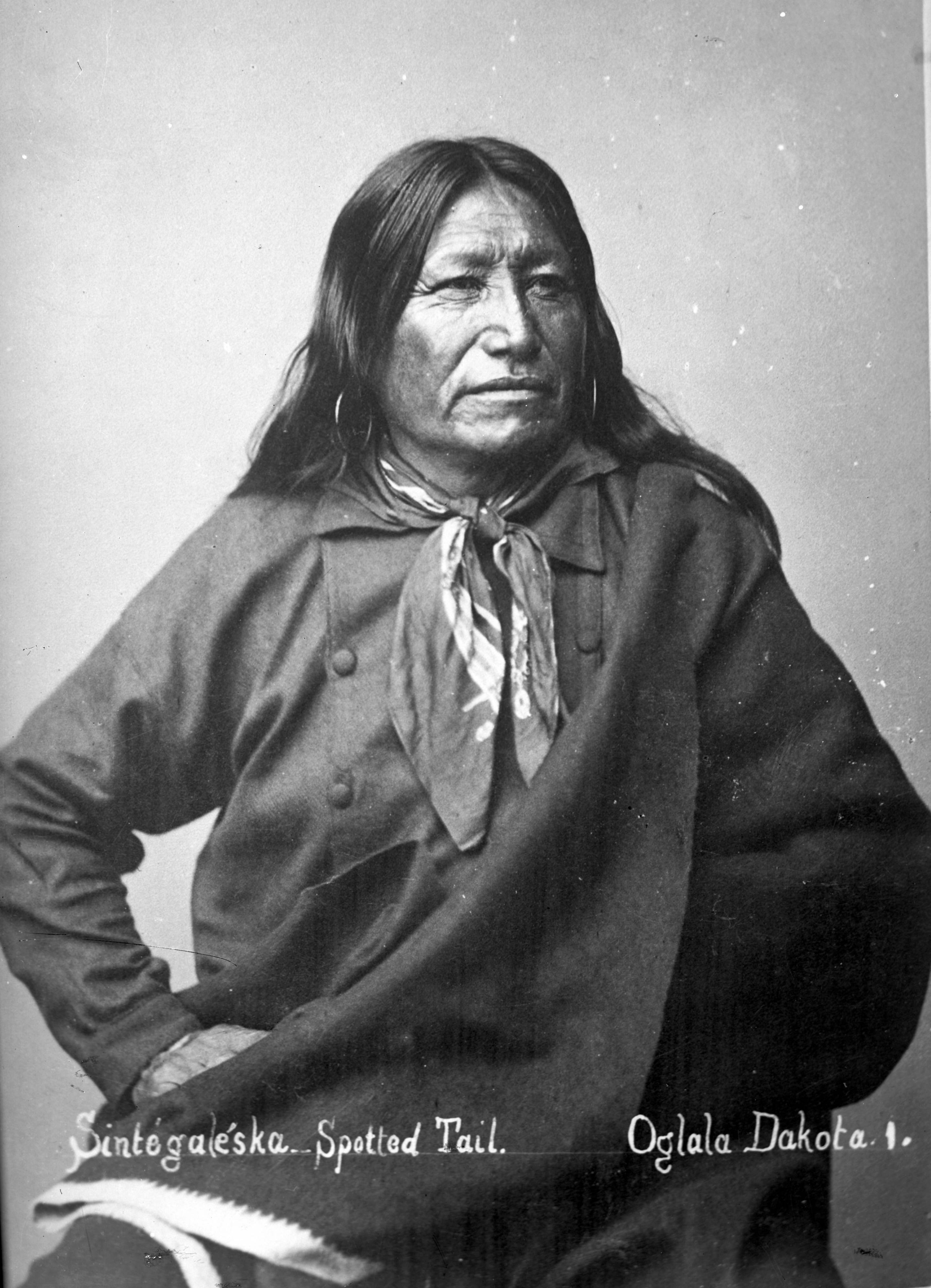
Spotted Tail (Tečkovaný ocas)
Zadní strana albumenové fotografie (kabinetka), je na ní náčelník Žluč
Crow Foot, syn Sedícího Býka
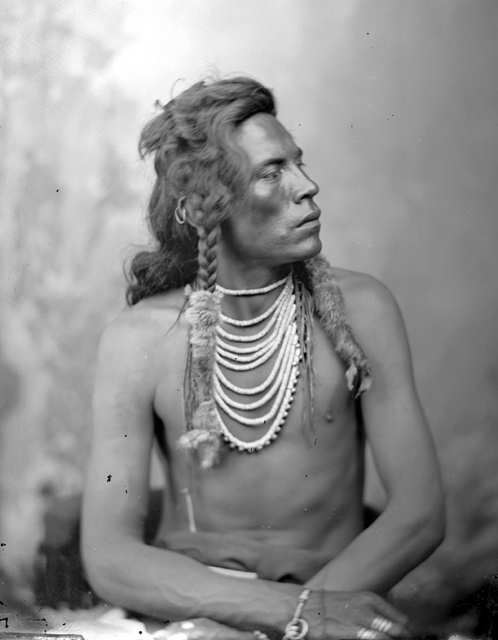
Curley Scout
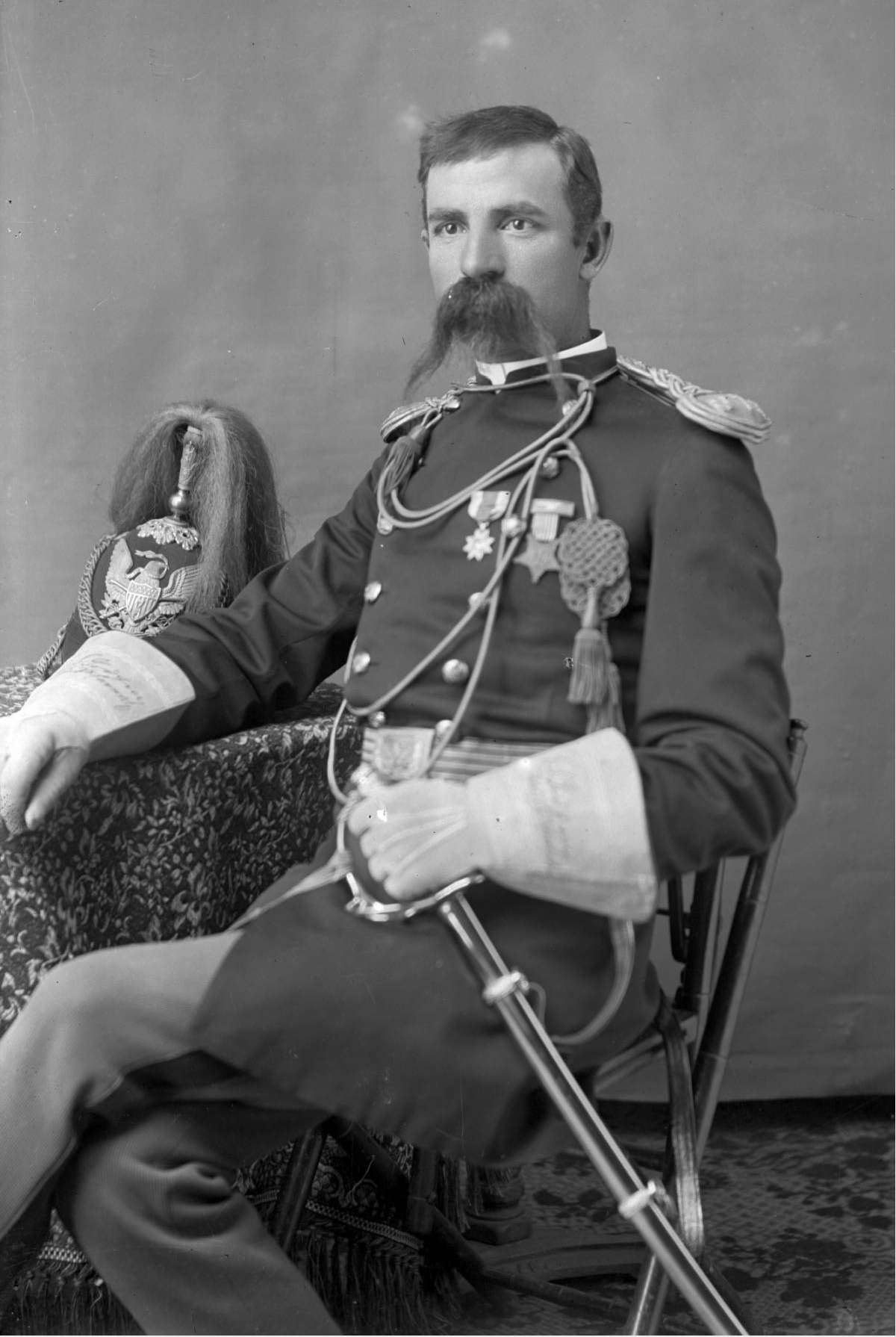
Generál Edward Settle Godfrey
Osm tanečníků z kmene Siouxů z Dakoty v tradičním oblečení, Standing Rock
Sedící Býk s dlouhou čelenkou drží palici
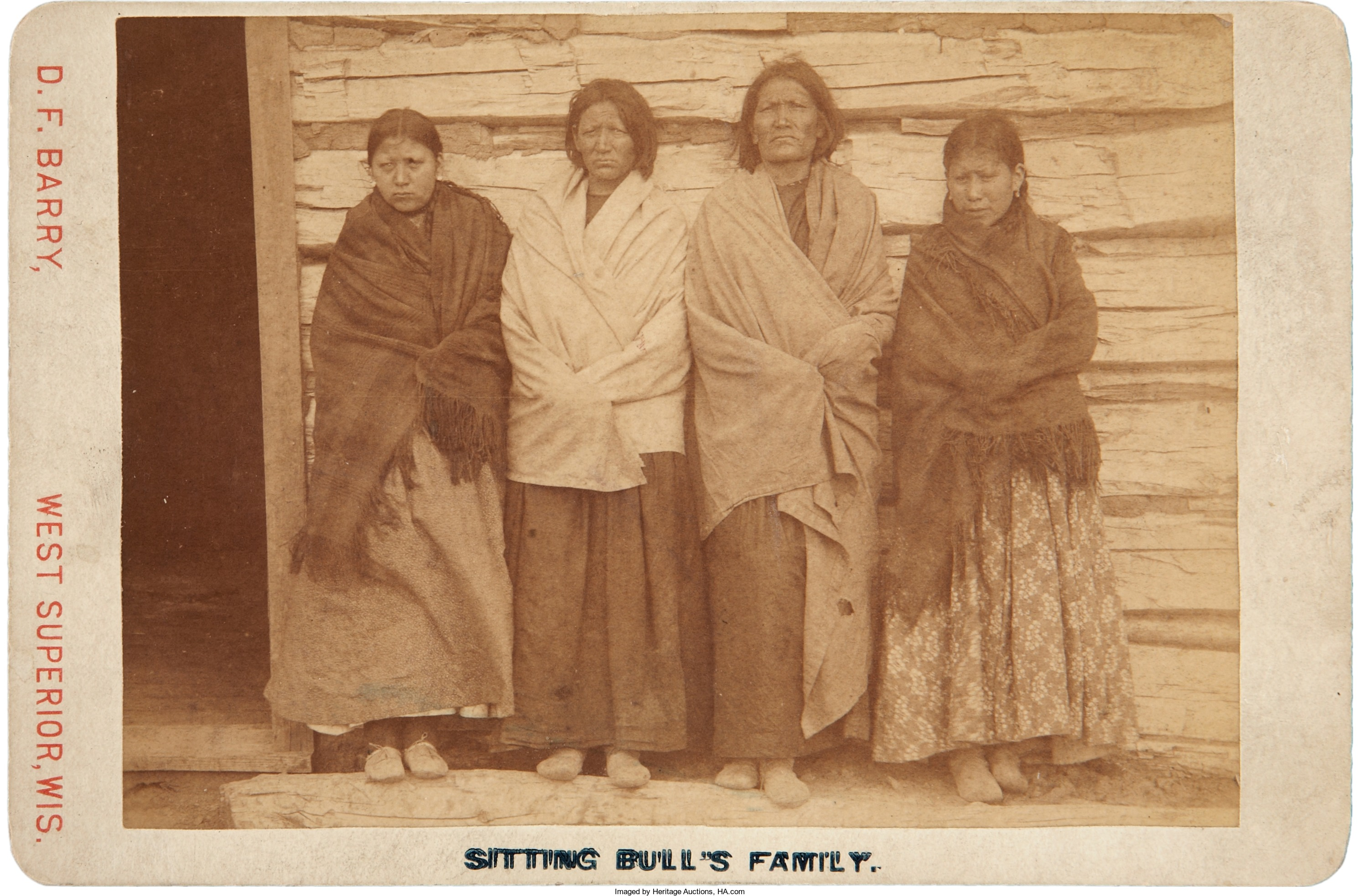
Rodina Sedícího Býka, asi 1891
Standing Holy, dcera Sedícího Býka v tradičním oblečení
Thomas Ward Custer, William W. Cooke a Agnes Wellington na saních tažených koňmi